# Seth-trilogien
Seth-trilogien (også kaldet Gudestorm) af Anne-Marie Vedsø Olesen handler om den egyptiske kaosgud Seth,  der genfødes i nutiden Trilogien trækker på egyptisk og græsk mytologi og på temaer fra operaen.
Trilogien består af de selvstændige romaner
- Djævelens kvint (Gyldendal, 2002)
- Tredje Ikaros (Gyldendal, 2004)
- Gudernes tusmørke (Gyldendal, 2007)

| Bog | Spire Denne artikel om bøger og tidsskrifter er en spire som bør udbygges. Du er velkommen til at hjælpe Wikipedia ved at udvide den. |